# Grand Prix Formule 1 van Korea 2010

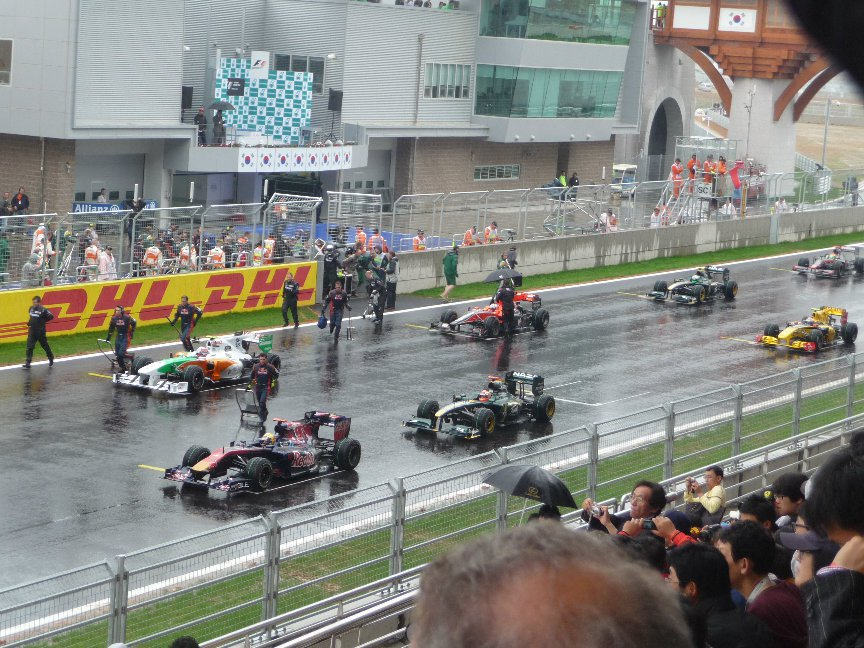
Hoe nat het was en hoe ver in Korea. Te ver in elk geval voor de beide Red Bulls, van wie Webber de muur inknalde en Vettel zijn motor opblies. Lachende derde was Fernando Alonso, die niet alleen won, maar ook de leiding in het WK-klassement overnam.

De Grand Prix Formule 1 van Korea 2010 werd verreden op 24 oktober 2010 op het hagelnieuwe Korean International Circuit, dat pas twee weken voor de race werd afgerond en goedgekeurd door de FIA. Na de vrijdagtrainingen werden echter op aandringen van enkele coureurs enige wijzigingen aan het circuit doorgevoerd om de veiligheid te verbeteren. Het was de eerste Grand Prix ooit die in Korea verreden werd.
Sebastian Vettel wist tijdens de kwalificatietraining zijn tweede poleposition op rij te behalen, zijn achtste van het seizoen. Red Bull-teamgenoot Mark Webber completeerde de eerste startrij. Fernando Alonso mocht in zijn Ferrari van de derde startplek vertrekken.
Fernando Alonso wist op zondag de door regen uitgestelde race te winnen. Alonso leek aanvankelijk af te gaan op een derde positie, maar door het uitvallen van beide Red Bull-coureurs wist de Spanjaard toch te winnen. Lewis Hamilton hield zijn titelkansen levend door de tweede plaats te veroveren, Felipe Massa werd derde.

## Kwalificatie
| Pos | No | Coureur            | Constructeur         | Q1       | Q2       | Q3       | Grid |
| --- | -- | ------------------ | -------------------- | -------- | -------- | -------- | ---- |
| 1   | 5  | Sebastian Vettel   | Red Bull-Renault     | 1:37.123 | 1:36.074 | 1:35.585 | 1    |
| 2   | 6  | Mark Webber        | Red Bull-Renault     | 1:37.373 | 1:36.039 | 1:35.659 | 2    |
| 3   | 8  | Fernando Alonso    | Ferrari              | 1:37.144 | 1:36.287 | 1:35.766 | 3    |
| 4   | 2  | Lewis Hamilton     | McLaren-Mercedes     | 1:37.113 | 1:36.197 | 1:36.062 | 4    |
| 5   | 4  | Nico Rosberg       | Mercedes             | 1:37.708 | 1:36.791 | 1:36.535 | 5    |
| 6   | 7  | Felipe Massa       | Ferrari              | 1:37.515 | 1:36.169 | 1:36.571 | 6    |
| 7   | 1  | Jenson Button      | McLaren-Mercedes     | 1:38.123 | 1:37.064 | 1:36.731 | 7    |
| 8   | 11 | Robert Kubica      | Renault              | 1:37.703 | 1:37.179 | 1:36.824 | 8    |
| 9   | 3  | Michael Schumacher | Mercedes             | 1:37.980 | 1:37.077 | 1:36.950 | 9    |
| 10  | 9  | Rubens Barrichello | Williams-Cosworth    | 1:38.257 | 1:37.511 | 1:36.998 | 10   |
| 11  | 10 | Nico Hülkenberg    | Williams-Cosworth    | 1:38.115 | 1:37.620 |          | 11   |
| 12  | 23 | Kamui Kobayashi    | BMW Sauber-Ferrari   | 1:38.429 | 1:37.643 |          | 12   |
| 13  | 22 | Nick Heidfeld      | BMW Sauber-Ferrari   | 1:38.171 | 1:37.715 |          | 13   |
| 14  | 14 | Adrian Sutil       | Force India-Mercedes | 1:38.572 | 1:37.783 |          | 14   |
| 15  | 12 | Vitaly Petrov      | Renault              | 1:38.174 | 1:37.799 |          | 20   |
| 16  | 17 | Jaime Alguersuari  | Toro Rosso-Ferrari   | 1:38.583 | 1:37.853 |          | 15   |
| 17  | 16 | Sébastien Buemi    | Toro Rosso-Ferrari   | 1:38.621 | 1:38.594 |          | 16   |
| 18  | 15 | Vitantonio Liuzzi  | Force India-Mercedes | 1:38.955 |          |          | 17   |
| 19  | 18 | Jarno Trulli       | Lotus-Cosworth       | 1:40.521 |          |          | 18   |
| 20  | 24 | Timo Glock         | Virgin-Cosworth      | 1:40.748 |          |          | 19   |
| 21  | 19 | Heikki Kovalainen  | Lotus-Cosworth       | 1:41.768 |          |          | 21   |
| 22  | 25 | Lucas di Grassi    | Virgin-Cosworth      | 1:42.325 |          |          | 22   |
| 23  | 20 | Sakon Yamamoto     | HRT-Cosworth         | 1:42.444 |          |          | 23   |
| 24  | 21 | Bruno Senna        | HRT-Cosworth         | 1:43.283 |          |          | 24   |

## Race
| Pos | No | Coureur            | Construceur          | Ronden | Verschil/Oorzaak uitval | Grid | Punten |
| --- | -- | ------------------ | -------------------- | ------ | ----------------------- | ---- | ------ |
| 1   | 8  | Fernando Alonso    | Ferrari              | 55     | 2:48:20.810             | 3    | 25     |
| 2   | 2  | Lewis Hamilton     | McLaren-Mercedes     | 55     | +14.999                 | 4    | 18     |
| 3   | 7  | Felipe Massa       | Ferrari              | 55     | +30.868                 | 6    | 15     |
| 4   | 3  | Michael Schumacher | Mercedes             | 55     | +39.688                 | 9    | 12     |
| 5   | 11 | Robert Kubica      | Renault              | 55     | +47.734                 | 8    | 10     |
| 6   | 15 | Vitantonio Liuzzi  | Force India-Mercedes | 55     | +53.571                 | 17   | 8      |
| 7   | 9  | Rubens Barrichello | Williams-Cosworth    | 55     | +1:09.257               | 10   | 6      |
| 8   | 23 | Kamui Kobayashi    | BMW Sauber-Ferrari   | 55     | +1:17.889               | 12   | 4      |
| 9   | 22 | Nick Heidfeld      | BMW Sauber-Ferrari   | 55     | +1:20.107               | 13   | 2      |
| 10  | 10 | Nico Hülkenberg    | Williams-Cosworth    | 55     | +1:20.851               | 11   | 1      |
| 11  | 17 | Jaime Alguersuari  | Toro Rosso-Ferrari   | 55     | +1:24.146               | 15   |        |
| 12  | 1  | Jenson Button      | McLaren-Mercedes     | 55     | +1:29.939               | 7    |        |
| 13  | 19 | Heikki Kovalainen  | Lotus-Cosworth       | 54     | +1 ronde                | 21   |        |
| 14  | 21 | Bruno Senna        | HRT-Cosworth         | 53     | +2 ronden               | 24   |        |
| 15  | 20 | Sakon Yamamoto     | HRT-Cosworth         | 53     | +2 ronden               | 23   |        |
| DNF | 14 | Adrian Sutil       | Force India-Mercedes | 46     | Ongeval                 | 14   |        |
| DNF | 5  | Sebastian Vettel   | Red Bull-Renault     | 45     | Motor                   | 1    |        |
| DNF | 12 | Vitaly Petrov      | Renault              | 39     | Crash                   | 20   |        |
| DNF | 24 | Timo Glock         | Virgin-Cosworth      | 31     | Ongeval                 | 19   |        |
| DNF | 16 | Sébastien Buemi    | Toro Rosso-Ferrari   | 30     | Ongeval                 | 16   |        |
| DNF | 18 | Jarno Trulli       | Lotus-Cosworth       | 25     | Hydraulisch             | 18   |        |
| DNF | 25 | Lucas di Grassi    | Virgin-Cosworth      | 25     | Crash                   | 22   |        |
| DNF | 6  | Mark Webber        | Red Bull-Renault     | 18     | Ongeval                 | 2    |        |
| DNF | 4  | Nico Rosberg       | Mercedes             | 18     | Ongeval                 | 5    |        |

2010 · 2011 · 2012 · 2013